# 鋼鐵之心
《鋼鐵之心》（英語：Heart Of Steel），2015年台灣偶像劇。由柯有倫、袁艾菲、Darren、陳匡怡、阿緯、昆凌等人領銜主演。本劇2014年6月2日開拍，8月18日全劇殺青，中視於2015年1月4日晚上10點首播，中天綜合台於1月10日晚上11點播出，中視於2015年3月29日播出最終回，全劇共13集。接檔《謊言遊戲》。本劇以重型機車為故事主軸。

## 播出時間

### 首播
| 頻道       | 所在地 | 播映日期      | 播出時間           |
| ---------- | ------ | ------------- | ------------------ |
| 中視數位台 | 臺灣   | 2015年1月4日  | 每週日 22:00-23:30 |
| 中天綜合台 | 臺灣   | 2015年1月10日 | 每週六 23:00-24:30 |
| 龍華偶像台 | 臺灣   | 2015年1月11日 | 每週日 19:00-20:30 |
| 星和都會台 | 新加坡 | 2015年4月3日  | 每週五 22:00-23:30 |
| now 101台  | 香港   | 2015年9月12日 | 每週六 21:00-23:00 |
| ViuTV      | 香港   | 2018年3月3日  | 每週六 12:30-14:30 |

### 重播
| 頻道       | 所在地 | 播映日期      | 播出時間           |
| ---------- | ------ | ------------- | ------------------ |
| 中視數位台 | 臺灣   | 2015年1月11日 | 每週日 13:30-15:00 |
| 龍華偶像台 | 臺灣   | 2015年1月17日 | 每週六 17:00-18:30 |
| 星和都會台 | 新加坡 | 2015年4月4日  | 每週六 22:00-23:30 |

## 演員列表

### 主要演員
| 演員              | 角色   | 粵配   | 介紹 | 登場集數 |
| 柯有倫            | 楊可志 | 陳健豪 | 不羈的外表、卻擁有如鋼鐵般的堅韌毅力。母親早逝的他，全靠父親經營的小機車行拉拔長大。善良且才華洋溢，甚至有著無可救藥的樂觀，但燦爛陽光的笑容下，眼神裡卻隱隱透出一絲滄桑。對於車的熱愛無人能及，但因幾年前的一場車禍，意外造成妹妹變成植物人後，便發誓從此不再碰車。但一次機緣湊巧下結識了任雨潔，還不小心導致「鋼鐵之心」的技師受傷，雖然內心掙扎不已，也只能瞞著父親在改裝廠替工一個月。直到在一場意外中奮不顧身的保護妹妹，才獲得父親的原諒。學生時期就對怡君有好感，卻總是甘願退出；眼見高明與怡君因自己而分手，這一次不再退讓。但由於家世懸殊，只能看著陷入困境的怡君選擇回到高明身邊，並因不甘心而辭去鋼鐵之心的工作。一面照顧剛甦醒且需復健的妹妹、一面幫著父親經營機車行的同時，面對雨潔的告白，決定審慎思考釐清自己真正的心意。最後雖因參與改裝大而獲得出國受訓的機會，卻選擇留下來陪伴家人。                                         | 全劇     |
| 袁艾菲            | 任雨潔 | 何凱怡 | 鋼鐵之心咖啡部員工。身材高挑，長相清麗，專注於舞蹈的姿態動人，但卻像個男孩子一樣有著大喇喇的性格與風采。必須佯裝堅強才不容易被欺負的她，個性剛硬，有些衝動，因母親改嫁並過世後甚至被繼父趕了出來，而帶著患有腎臟病的妹妹雨虹相依為命。為了籌措醫藥費讓妹妹治病、以及替繼父還清賭債，而不願錯失任何賺錢的機會，也因為天不怕地不怕的勇氣，吸引了來到「鋼鐵之心」找工作的楊可志。因繼父與妹妹的事多次受到阿志仗義相助，而逐漸對他產生好感。眼見怡君突然與高明復合，而為阿志打抱不平。在阿志激勵下為了實踐夢想，而去參加舞團徵選成為候補。雖因此和高明多了工作以外的接觸，而招來許多閒言閒語，仍豪不畏懼的努力練舞；並藉機向遲鈍的阿志表明了自己的心意。最後雖因受傷無法跳舞，但在阿志及鳳姐安慰下仍不願放棄。 | 全劇     |
| 邱凱偉 （Darren） | 高明   | 蔡威賢 | 高氏集團的接班人！楊可志及沈怡君的大學同學，亦是怡君的男朋友。聰明自負，學業成績一流，但不是個靠爸的浪蕩富二代，他自律認真，雖有股傲氣，卻真心對待朋友。學生時期也喜歡著怡君，雖然終於和她在一起了，但在阿志回來後，怡君的心卻似乎開始動搖。目標是籌備一間全亞洲最厲害的重機改裝工廠，並力邀好友阿志加入，卻發現他竟背著自己在「鋼鐵之心」工作，而感到很不是滋味。後因父親的要求，以及看到怡君與阿志越走越近，憤而向她提出分手。雖與阿志的心結未解，仍大方幫助他及任雨潔，並買下經營困難的鋼鐵之心，成為改裝廠的新老闆。心裡仍放不下對怡君的感情，為了幫助她的父親而提出假結婚的建議。渴望母愛的他好不容易盼得遠走他鄉的母親歸來，卻弄不明白母親的心思。因與母親見面經常出入練舞室，而和加入母親任職舞團的雨潔傳出了緋聞，甚至遭到不明人士的恐嚇；為了不再傷害身邊的人，而決定獨自承擔。最後雖在改裝大賽中勝出，仍決定與阿志公平競爭追求雨潔。 | 全劇     |
| 陳匡怡            | 沈怡君 | 羅婉楓 | 百戰百勝的刁蠻律師！楊可志及高明的大學同學，亦是高明的女朋友。五官深邃，豔麗的外表下，有著一顆強韌、不服輸的心。她習慣了別人的稱讚跟奉承，也對忌妒的惡意不以為意，從不在乎別人的看法。學生時期就喜歡著楊可志，但他卻在幾年前突然不告而別，直到再次見面，才知道自己依然十分在意對方。與高明分手後即向阿志表白並交往，卻因礙於養母的要求而陷入兩難。後為了幫助父親的事業，而瞞著阿志接受了高明的建議。婚後與高明的相處過程中，逐漸對他產生了不同於以往的情愫，但同時卻發現高明的心，似乎也慢慢受到雨潔的吸引。雖努力想對高明示以真心，卻總是遭其冷淡回應。最後雖與高明以離婚收場，仍和阿志及雨潔等人作為朋友。 | 全劇     |
| 阿緯              | 李阿塗 | 鄧燦陽 | 楊威機車行的學徒，楊可志從小一起長大的好麻吉。身形不高，卻渾身肌肉！憑著和身高成反比的自信，樂觀天真、浪漫灑脫，且無畏無懼！少根筋的他，雖然不時出現脫軌無厘頭的舉動，卻總是帶給大家歡樂。因緣際會下認識了任雨虹，並對她一見鍾情。儘管雨虹對自己的心意毫不領情，仍不放棄的努力對她示好。 | 全劇     |
| 昆凌              | 任雨虹 | 顧詠雪 | 鋼鐵之心重機改裝的第一把交椅！任雨潔的妹妹，有著令人驚豔的蒼白美。表達的能力異於常人，思考邏輯也跟一般人不同，個性十分孤僻，偶爾會餵食流浪動物。雖患有嚴重的腎臟疾病，卻不願看見姊姊為了自己而失去自我。對人總是冷淡的她，因屢次受到阿志的幫助，而開始願意主動接近對方。後在高明幫助下，前往美國接受腎臟移植手術。康復後在阿塗的頻頻示愛下，慢慢對他無厘頭的行為產生興趣，並將阿志視為心中的偶像。 | 1-7,9-13 |

### 其他演員
| 演員   | 角色             | 粵配   | 介紹 | 登場集數          |
| 庹宗華 | 楊威             |        | 楊可志、楊可馨的父親，機車行老闆。具有良好的修車技術和良好的職業道德，但不擅於表達感情，為了女兒發生意外的事，經常對兒子惡言相向，讓想表示歉意的阿志十分無奈。直到經歷了一場意外，才見到阿志悔過自責的決心。 | 1-4,6-13          |
| 林萱瑜 | 楊可馨           | 馮詠恩 | 楊可志的妹妹。因幾年前和哥哥騎車出遊時發生車禍，而從此變成植物人。在父親與哥哥努力不懈的照顧下，終於奇蹟般的甦醒過來。 | 1-4,7,10-13       |
| 朱德剛 | 高鴻川           |        | 高大集團董事長，高明的父親。十分希望兒子能接手事業，但也支持兒子的夢想。因董事會的股東們背著自己爭奪股權，而要求高明與怡君分手。嘴上雖無法諒解前妻席亞為追求夢想而擅自離去，但心裡卻依然在意著對方。 | 1,3,5-6,8-10,13   |
| 林可唯 | Alex             |        | 高明的保鑣。因做為二十四小時的隨扈，而十分瞭解高明，並與怡君是無話不談的好朋友。盡責的她總是隨侍在高明身側，也因近距離及長時間的相處，而對高明產生了超出上司與下屬關係的情感。並因對怡君及雨潔的忌妒，而陸續傷害了她們。                                                                                         | 1-2,4-5,7-8,10-13 |
| 葛蕾   | 鳳姐             | 馮詠恩 | 鋼鐵之心老闆，任雨潔、任雨虹的大恩人。自姐妹倆的母親過世後就開始照顧他們，並將兩人視如己出。對姐妹倆而言，是個如家人般重要的人。因惦記著已逝的前男友馬沙，而遲遲無法回應鵬哥的告白；但仍被鵬哥的心意所打動，並將鋼鐵之心轉讓給高明後，與鵬哥陪同雨虹出國治病。最後嫁給了鵬哥，並中斷旅程回國安慰陷入低潮的雨潔。 | 1-5,6-7,13        |
| 陳為民 | 阿撇             |        | 鋼鐵之心重機技師。在試車時為了閃避突然出現的阿志，而意外摔斷手臂。傷癒復職後因店內生意每況愈下，為賺取黑心錢而趁勢砸店，並轉賣偷來的零件。後因屢次傷害鋼鐵之心，而遭警方逮捕。 | 1,3-7,13          |
| 金韓一 | 花美男           | 張振熙 | 鋼鐵之心重機技師。雖已在改裝廠工作三年，雙手卻仍比女性還要細嫩。 | 全劇              |
| 蔡鎮陽 | 刺蝟             |        | 鋼鐵之心重機技師。平時雖喜歡和人鬥嘴，其實心地十分善良。 | 全劇              |
| 周荀   | 咖啡妹 （Vicky） |        | 鋼鐵之心最年輕的員工，其興趣是看男同志小說。 | 1-10,12           |
| 林立洋 | Herman           |        | 哈雷重機公司經理，鋼鐵之心的客戶。十分滿意阿志的改裝技術，並進而向高明推薦。成為車友會會長後，力邀阿志及高明參加重機改裝大賽，並自願擔任阿志的贊助人。 | 1-2,10-13         |
| 李國超 | 繼父             |        | 任雨潔、任雨虹的繼父。不但在妻子過世後將兩姊妹趕出家門，還為了擺脫一屁股賭債，而經常向雨潔索取大筆錢財。直到兒子小宇因自己而受傷後，才表露出悔過之意。 | 2-3,7             |
| 班鐵翔 | 沈彥雄           |        | 沈怡君的叔叔及養父，高大集團董事會的股東。總將怡君視如己出的他，對女兒為了自己所做的決定十分不捨。 | 3-9               |
| 謝瓊煖 | 李芳芳           |        | 沈怡君的養母，沈彥雄的妻子。待人處事非常勢利眼，為了丈夫的事業而要求怡君與高明結婚。 | 5-9,13            |
| 馬國畢 | 吳群倫           |        | 高鴻川的助理。為了處理商場建設的都更案，而將不肯搬遷的鋼鐵之心視為釘子戶。並與阿撇合作，意圖燒毀鋼鐵之心。 | 4-7               |
| 石修   | 鵬哥             | 李家傑 | 鳳姐的舊識，不僅是重機車友也是一名律師。長年愛慕著鳳姐，卻一直無法獲得對方的芳心。出手幫助了陷入困境的鋼鐵之心後，終得到鳳姐的回應，並決定一同出國環島旅行。回國後不但抱得美人歸，還鼓勵了為比賽而苦惱的阿志。                                                                                                   | 5-7,13            |
| 鮑正芳 | 春子             |        | 沈怡君的親生母親，是一名酒家女。 | 6-7,9-10          |
| 李之勤 | 席亞 （Mandy）   |        | 高明的母親，高鴻川的前妻。做為知名舞團的舞蹈老師，在歐洲巡迴演出了數十年。十分看好任雨潔的舞蹈實力，並將她遴選為擔任獨舞的舞者。 | 10-13             |
| 劉行格 | Tina             |        | 沈怡君的助理。 | 1-3,6-8,10,13     |

### 客串演出
| 演員   | 角色   | 介紹 | 登場集數 |
| 郭書瑤 | 笑笑   | 夜店的鋼管舞者，任雨潔的同學兼好友。曾換過多任男友，為了和現任男友約會，而拜託雨潔代班。                                     | 1        |
| 吳慷仁 | 老師   | 夜店的鋼管舞老師。 | 1        |
| 黃泰安 | 謝先生 | 沈怡君的客戶，是個故意耍賴不願同意都更的釘子戶。                                                                             | 1        |
| 趙自強 | 鄧老闆 | 夜店老闆。因楊可志及阿塗的見義勇為造成了損失，而亟欲要求兩人賠償。                                                           | 1-2      |
| 趙自強 | 鄧老闆 | 餐館老闆，夜店老闆的雙胞胎弟弟。                                                                                             | 5        |
| 張睿家 | 金奧客 | 沈怡君的委託人、機車行的顧客。因與阿志的父親發生爭執，憤而提告。                                                             | 2-3      |
| 大學生 | 小宇   | 大學生，任雨潔、任雨虹同母異父的弟弟。因認為自己不備受姊姊們的關愛，而拒絕捐腎。後因遭到父親債主的欺騙，為保護雨潔導致重傷。 | 4,6-7    |
| 吳克羣 | Jimmy  | 知名重機改裝技師，為了在改裝大賽中與阿志對抗，在高明高價聘請下加入了他的團隊。                                               | 12-13    |
| 鄧安寧 | 總裁   | 全國重機改裝大賽的評審。 | 13       |

## 電視劇歌曲
| 曲別   | 歌名         | 演唱者         | 作詞           | 作曲                                                  | 編曲               |
| 片頭曲 | 傻瓜的冒險   | 蘇見信         | 蘇見信         | 蘇見信                                                | 劉穎嶸             |
| 片尾曲 | 難得孤寂     | A-Lin          | 林夕           | 游政豪                                                | 趙兆               |
| 插曲   | 我值得       | A-Lin          | Hush           | Steve Daly、Jonathan Keep、Rebecca Hill、Terri Walker | 陳磊               |
| 插曲   | 學著愛       | 周興哲         | 周興哲、吳易緯 | 周興哲                                                | 陳建騏             |
| 插曲   | 愛是超魔力   | 柯有倫         | 林怡鳳         | 溫永信、柯有倫、Jacky                                 | 歐陽箐宇           |
| 插曲   | 放手之後     | 柯有倫         | 柯有倫、Jacky  | Ryan.B                                                | Ryan.B、劉文仁     |
| 插曲   | 你離開的時候 | 劉行格         | 劉行格         | 劉行格                                                | Max Kuo、Eric Chou |
| 插曲   | 兄弟還記得嗎 | 柯有倫、邱凱偉 | 昆凌           | 周杰倫                                                |                    |

## 收視率

### 中視
| 播出日期      | 集數       | 收視率 | 收視排名 | 備註               |
| ------------- | ---------- | ------ | -------- | ------------------ |
| 2015年1月4日  | 1          | 0.41   | 2        | 每週日晚上10點首播 |
| 2015年1月11日 | 2          | 0.44   | 2        |                    |
| 2015年1月18日 | 3          | 0.47   | 2        |                    |
| 2015年1月25日 | 4          | 0.45   | 2        |                    |
| 2015年2月1日  | 5          | 0.41   | 2        |                    |
| 2015年2月8日  | 6          | －     | －       |                    |
| 2015年2月15日 | 7          | －     | －       |                    |
| 2015年2月22日 | 8          | －     | －       |                    |
| 2015年3月1日  | 9          | －     | －       |                    |
| 2015年3月8日  | 10         | －     | －       |                    |
| 2015年3月15日 | 11         | －     | －       |                    |
| 2015年3月22日 | 12         | －     | －       |                    |
| 2015年3月29日 | 13         | －     | －       | 最終回             |
| 平均收視率    | 平均收視率 | 0.43   |          |                    |

- 同時段偶像劇：民視《咖啡王子1號店》/《星座愛情牡羊女》、台視《再說一次我願意》/《聽見幸福》、華視《咱們結婚吧》
- 由AGB尼爾森調查，調查範圍是四歲以上收看電視之觀眾。

## 拍攝場景
- 高雄
- 義大醫院
- 大溪花海農場
- 台北中影文化城

## 製作團隊
- 製作人：楊育樺
- 監製：王筠秀
- 編劇：劉蕊瑄、袁欣欣、揭陽、曾顯章
- 導演：鄧安寧
- 執行導演：巫國熙
- 副導演：蔡承麟
- 後製導演：許瑋
- 製作公司：大川大立數位影音股份有限公司
- 贊助單位：

## 外部連結
- 官方网站－中視
- 官方网站－中天
- 鋼鐵之心的Facebook專頁

| 臺灣 中視數位台 每週日 22:00 - 23:30       | 臺灣 中視數位台 每週日 22:00 - 23:30       | 臺灣 中視數位台 每週日 22:00 - 23:30 |
| ------------------------------------------ | ------------------------------------------ | ------------------------------------ |
|                                            | 鋼鐵之心 （2015年1月4日－2015年3月29日）   |                                      |
| 謊言遊戲 （2014年10月5日－2014年12月28日） | 超級大英雄 （2015年4月5日－2015年7月12日） |                                      |

| 臺灣 中天綜合台 每週六 23:00 - 24:30      | 臺灣 中天綜合台 每週六 23:00 - 24:30        | 臺灣 中天綜合台 每週六 23:00 - 24:30 |
| ----------------------------------------- | ------------------------------------------- | ------------------------------------ |
|                                           | 鋼鐵之心 （2015年1月10日－2015年4月4日）    |                                      |
| 謊言遊戲 （2014年11月29日－2015年1月3日） | 超級大英雄 （2015年4月11日－2015年7月18日） |                                      |

| 臺灣 龍華偶像台 每週日 19:00 - 20:30      | 臺灣 龍華偶像台 每週日 19:00 - 20:30            | 臺灣 龍華偶像台 每週日 19:00 - 20:30 |
| ----------------------------------------- | ----------------------------------------------- | ------------------------------------ |
|                                           | 鋼鐵之心 （2015年1月11日－2015年4月5日）        |                                      |
| 謊言遊戲 （2014年10月19日－2015年1月4日） | 我愛你愛你愛我 （2015年4月12日－2015年4月26日） |                                      |

| 新加坡 星和都會台 每週五 22:00 - 23:30         | 新加坡 星和都會台 每週五 22:00 - 23:30    | 新加坡 星和都會台 每週五 22:00 - 23:30 |
| ---------------------------------------------- | ----------------------------------------- | -------------------------------------- |
|                                                | 鋼鐵之心 （2015年4月3日－2015年6月26日）  |                                        |
| 俏摩女搶頭婚 （2014年12月12日－2015年3月27日） | 聽見幸福 （2015年7月3日－2015年11月13日） |                                        |

| 香港 Now 101台 每週六 21:00 - 23:00        | 香港 Now 101台 每週六 21:00 - 23:00                        | 香港 Now 101台 每週六 21:00 - 23:00   |
| ------------------------------------------ | ---------------------------------------------------------- | ------------------------------------- |
|                                            | 鋼鐵之心 （2015年9月12日－2015年11月14日）                 |                                       |
| 美美 （2015年8月22日 - 2015年9月5日）      | 倒數第二次戀愛 - 特别篇 （2015年11月21日－2015年11月28日） |                                       |
| 香港 ViuTV 每週六 12:30 - 14:30            |                                                            |                                       |
| 謊言遊戲 （2017年12月16日－2018年2月24日） | 鋼鐵之心 （2018年3月3日－2018年5月5日）                    | 密會 （2018年5月12日－2018年7月28日） |